# Цифровой макет

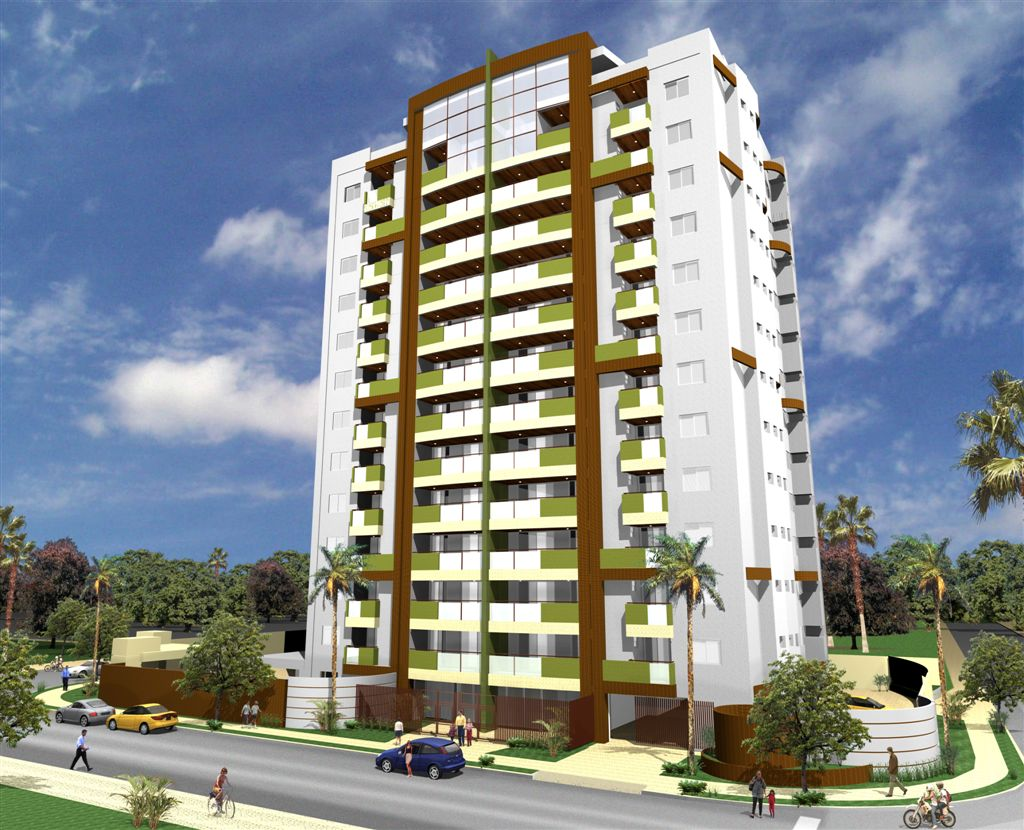
Пример электронного макета высокого здания

Цифрово́й маке́т — совокупность электронных документов, описывающих изделие, его создание и обслуживание. Содержит электронные чертежи и/или трёхмерные модели изделия и его компонент, чертежи и/или модели необходимой оснастки для изготовления компонент изделия, различную атрибутивную информацию по компонентам (номенклатура, веса, длины, особые параметры), технические требования, директивные документы, техническую, эксплуатационную и иную документацию.

## Состав цифрового макета
- Система управления документами — один или несколько программных комплексов, организующих документы цифрового макета в единое целое и управляющая их жизненным циклом. В настоящее время в качестве системы управления используются системы PDM или PLM.

- Система управления составом изделия — даёт возможность создавать абстрактную структуру изделия, не имеющую жёсткой связи с файлами САПР-систем, что позволяет легко изменять состав изделия в зависимости от конфигурационных вариантов или целевого исполнения. При наличии системы управления составом изделия возможно применять один и тот же цифровой макет для выпуска и обслуживания всех модификаций и исполнений изделия.

- Система управления жизненным циклом документов — включает в себя средства коллективной работы по просмотру, верификации и утверждению новых документов и по внесению изменений в ранее утверждённые документы. При использовании электронной подписи или принятого на предприятии её аналога возможна разработка и эксплуатация изделия по полностью безбумажной технологии.

- Система управления жизненным циклом изделия — является набором средств и настроек для представления цифрового макета на различных этапах создания и существования изделия: конструировании, производстве, обслуживании и утилизации.

- Трёхмерная модель — совокупность файлов одной или нескольких САПР-систем, представляющих объёмные модели частей и компонент изделия. Взаимное и абсолютное позиционирование в небольших изделиях может управляться САПР-системой, для больших проектов управление позиционированием осуществляется PDM-системой.

- Облегчённая трёхмерная модель — модель, полученная при помощи фасеточной аппроксимации модели из исходной САПР. Применяется для просмотра и анализа модели изделия средствами системы управления документами без использования САПР. Также, из-за меньшего объёма и простоты требует гораздо меньше машинных ресурсов для своего отображения. Наиболее употребимыми форматами облегчённого представления являются JT и CGR.

- Атрибутивные данные — данные, характеризующие и описывающие элементы цифрового макета. Например, для разработанной на данном предприятии детали атрибутивными данными будут: имя и отдел разработчика, материал, вес, набор и значения контролируемых параметров. Для стандартных изделий: обозначение ГОСТа, типоразмер. Для покупных изделий: наименование поставщика, номенклатура поставщика, список альтернатив.

- Технологические данные — данные, содержащие необходимые указания для производства: используемые инструменты, материалы, технологии, средства контроля и так далее. Результаты расчётов различных средств CAE.

- Производственные данные — данные по организации производства: проектирование и изготовление оснастки, технологические процессы, библиотеки операций и переходов. Программы для станков ЧПУ. Результаты моделирования средствами CAM.

- Документация — всевозможные документы, так или иначе связанные с изделием. Например, директивные документы, изменяющие этапы жизненного цикла элементов цифрового макета. Эксплуатационная и ремонтная документация, связанная как с изделием в целом, так и с отдельными деталями и узлами изделия.

## Цифровые макеты в России
Цифровые макеты применяются при разработке и производстве на следующих предприятиях:
- Павловский Автобусный Завод
- Ульяновский автомобильный завод
- Гражданские самолёты Сухого
- Уральский турбинный завод
- Сатурн (НПО)
- Авиадвигатель (компания)